# قیوم چنگیزی
قیوم چنگیزی (انگلیسی: Qayyum Changezi؛ زاده 1932 – نامشخص نامشخص) بازیکن فوتبال بود.
وی همچنین در تیم‌های ملی فوتبال پاکستان بازی کرده است.